# Félix Fénéon
Félix Fénéon (Turim, Itália 1861 - Chatenay-Malabry, França 1944) foi um anarquista e crítico de arte francês. Ele criou o termo do "Neoimpressionismo" em 1886 para identificar a um grupo de artistas encabeçados por Georges Seurat, ao que tanto apoiou.

Obras traduzidas para o português
- Notícias em três linhas. Tradução de Manuel Resende. Colecção Avesso. Porto: Exclamação, 2014.